# هوروین جم
هوروین جم (به انگلیسی: Norwegian Gem) یک کشتی است که طول آن ۹۶۵ فوت (۲۹۴٫۱۳ متر) می‌باشد. این کشتی در سال ۲۰۰۷ ساخته شد.